# Dead to Me (Fernsehserie)
Dead to Me ist eine US-amerikanische Fernsehserie, die am 3. Mai 2019 auf dem Video-on-Demand-Anbieter Netflix ihre Premiere feierte. Sie handelt von zwei äußerst unterschiedlichen Frauen, die sich in einer Selbsthilfegruppe für Trauernde kennenlernen und langsam eine Freundschaft aufbauen. Allerdings verbindet sie mehr, als sie denken. Diese Tatsache belastet eine von den beiden, weswegen sie alles daran setzt, die Lüftung ihres Geheimnisses zu verhindern.
Produziert wird die Serie unter anderem von den Hauptdarstellerinnen Christina Applegate und Linda Cardellini, dem Schauspieler Will Ferrell und dem Regisseur Adam McKay. Anfang Juni 2019 gab Netflix bekannt, die Serie für eine zweite Staffel zu verlängern. Diese wurde am 8. Mai 2020 veröffentlicht. Im Juli 2020 bestellte Netflix eine finale dritte Staffel der Serie, die seit dem 17. November 2022 abrufbar ist.

## Handlung

### Staffel 1
Jen Harding ist eine cholerische, sarkastische und sehr direkte Immobilienmaklerin, deren Ehe mit ihrem Mann Ted nach einer Krebs vorbeugenden Brustverkleinerung alles andere als glücklich verläuft. Als Ted von einem Auto angefahren wird und stirbt, muss sich Jen nun allein um ihre beiden Söhne Charlie und Henry kümmern und mit den Launen ihrer narzisstischen Schwiegermutter Lorna zurechtkommen. In einer Selbsthilfegruppe trifft sie auf Judy Hale, ihr genaues Gegenteil: Judy ist äußerst selbstzerstörerisch, hat so gut wie kein Selbstvertrauen und leidet unter Depressionen, trotz derer sie optimistisch bleibt und zu jedem freundlich ist. Sie erlitt in der Vergangenheit mehrere Fehlgeburten, und ihr Verlobter Steve Wood, ein arroganter Buchhalter und Geldwäscher der griechischen Mafia, starb nicht, wie zunächst von ihr behauptet, an einem Herzinfarkt, sondern hat sie eigentlich, wie sie wenig später zugibt, vor Kurzem verlassen.
Zwischen Jen und Judy entsteht trotz ihrer sehr verschiedenen Persönlichkeiten langsam eine Freundschaft, die allerdings zu scheitern droht, als Judy völlig verzweifelt feststellt, dass sie für Teds Tod verantwortlich ist. Sie hatte ihn versehentlich überfahren und beging auf Drängen von Steve, der ebenfalls im Auto saß, Fahrerflucht. Während Jen Sachen über Ted herausfindet, die sie beunruhigen und ihre langjährige berufliche Partnerschaft zu Christopher Doyle zerstört, findet Judy wieder zu Steve. Er manipuliert sie durch Gaslighting und überzeugt sie, die alleinige Schuld am Unfall zu haben. Sie gesteht Jen schließlich ihre Tat, worauf diese nichts mehr mit ihr zu tun haben will. Deshalb will sich Judy das Leben nehmen, was aber scheitert. Schließlich vergibt Jen Judy und es scheint so, als würde Jen Steve in Notwehr erschießen, da die Staffel mit der Einstellung der beiden endet, als sie Steves Leiche in Jens Swimmingpool betrachten.

### Staffel 2
In der zweiten Staffel versuchen Jen und Judy, Steves Tod zu vertuschen, was nicht nur durch Überwachungskameras in der Nachbarschaft und die Ermittlungen von Nick Prager und Detective Perez, sondern auch Steves Zwillingsbruder Ben erschwert wird, der plötzlich auftaucht, weil er nach seinem Bruder sucht. Jen und Judy beschließen schließlich, die Leiche im Wald zu vergraben. Jen verschweigt Judy zudem, dass sie Steve nicht in Notwehr tötete, sondern während eines Wutanfalls erschlug, weil er sich über Teds Ableben lustig gemacht hat.
Judy verbringt immer mehr Zeit mit Jen und ihren Söhnen, trifft aber auch auf Michelle, in die sie sich verliebt, was riskant ist, da diese die Ex-Freundin von Perez ist und immer noch mit ihr zusammenwohnt. Auch findet Charlie Steves Wagen und unternimmt mit ihm eine Spritztour inklusive Instagram-Fotos, weswegen Jen das Fahrzeug verbrennt. Sie fühlt sich immer mehr zu Ben hingezogen, mit dem sie schließlich Sex hat, was sie am Morgen danach aber bereut. Während sich der Polizeichef Howard Hastings als korrupter Verbündeter der griechischen Mafia herausstellt, wird Judy mit ihrer drogenabhängigen Mutter konfrontiert, die im Gefängnis sitzt und mithilfe ihrer Tochter herauskommen will, die von ihr schon immer emotional misshandelt wurde.
Jen beschließt schließlich, da ihr Sohn sie in Verdacht hat und die Ermittler zudem die Fotos und Verkehrskamera-Aufnahmen des Autos gesehen haben, sich der Polizei zu stellen. Sie hinterlässt Judy und ihren Söhnen Abschiedsbriefe, anschließend will sie Perez zur Leiche führen, kann sie aber nicht finden. Weil die Ermittler Hastings wegen des Mordes verhaften und Jen wie sie mit dem Verlust ihrer Mutter in jungen Jahren zu kämpfen hat, beschließt Perez, sie laufen zu lassen und Judy die beschlagnahmten Bilder zurückzugeben. In diesen befinden sich Geldverstecke, Jen begleicht ihre Schulden bei Lorna und kauft für Charlie ein Auto. Als sie und Judy darin fahren, werden sie gerammt, der Fahrer begeht Fahrerflucht. Es stellt sich heraus, dass es sich bei diesem um Ben handelt, der zudem betrunken ist. Jen und Judy überleben zwar, sind aber verletzt und wissen nicht, was sie tun sollen.

## Besetzung
Die Synchronisation der Serie wird bei der Film- & Fernseh-Synchron nach einem Dialogbuch von Peter Wagner und Stefan Evertz unter der Dialogregie von Peter Woratz erstellt.

### Hauptfiguren
| Rolle               | Darsteller          | Synchronsprecher   |
| ------------------- | ------------------- | ------------------ |
| Jen Harding         | Christina Applegate | Claudia Lössl      |
| Judy Hale           | Linda Cardellini    | Shandra Schadt     |
| Steve Wood Ben Wood | James Marsden       | Markus Pfeiffer    |
| Christopher Doyle   | Max Jenkins         | Julian Manuel      |
| Charlie Harding     | Sam McCarthy        | Benjamin Weygand   |
| Henry Harding       | Luke Roessler       | Niklas Gebendorfer |

### Nebenfiguren
| Rolle           | Darsteller         | Synchronsprecher                                         |
| --------------- | ------------------ | -------------------------------------------------------- |
| Ana Perez       | Diana-Maria Riva   | Michèle Tichawsky                                        |
| Nick Prager     | Brandon Scott      | Sebastian Winkler                                        |
| Lorna Harding   | Valerie Mahaffey   | Dagmar Dempe                                             |
| Michelle        | Natalie Morales    | Caroline Combrinck                                       |
| Abe Rifkin      | Ed Asner           | Berno von Cramm                                          |
| Pastor Wayne    | Keong Sim          | Jakob Riedl                                              |
| Yolanda         | Telma Hopkins      | Angelika Bender                                          |
| Parker          | Sadie Stanley      | Maresa Sedlmeir                                          |
| Kayley          | Haley Sims         | Katharina von Daake (Staffel 1) Bettina Zech (Staffel 2) |
| Wendy           | Blair Beeken       | Alisa Palmer                                             |
| Kyle            | Edward Fordham Jr. | Paul Sedlmeir                                            |
| Eileen Wood     | Frances Conroy     | Ursula Wolff                                             |
| Karen           | Suzy Nakamura      | Sonja Reichelt                                           |
| Howard Hastings | Jere Burns         | Ekkehardt Belle                                          |
| Glenn Moranis   | Garret Dillahunt   | René Oltmanns                                            |

### Gastdarsteller
| Rolle         | Darsteller           | Synchronsprecher    |
| ------------- | -------------------- | ------------------- |
| Bambi         | Olivia Macklin       | Laura Jenni         |
| Jason         | Steve Howey          | Martin Halm         |
| Erica Brewer  | Tara Karsian         | Dorothea Anzinger   |
| Linda         | Lily Knight          | Michaela Amler      |
| Doug          | Tom Virtue           | Fabian von Klitzing |
| Dougs Frau    | Beth Littleford      | Solveig Duda        |
| Shandy Adams  | Adora Soleil Bricher | Laura Jenni         |
| Heidi         | Chelsea Spack        | Anna Ewelina        |
| Andrew Peters | Rick Holmes          | Manfred Trilling    |
| Jeff          | Marc Evan Jackson    | Matthias Klie       |
| Eleanor Hale  | Katey Sagal          | Dorothea Anzinger   |

## Episodenliste

### Staffel 1
| Nr. (ges.) | Nr. (St.) | Deutscher Titel             | Originaltitel       | Regie          | Drehbuch                 |
| --- | --------- | --------------------------- | ------------------- | -------------- | ------------------------ |
| 1 | 1         | Pilotfolge                  | Pilot               | Amy York Rubin | Liz Feldman              |
| Jen Harding trauert um ihren Ehemann Ted, der starb, als er von einem Auto angefahren wurde, dessen Fahrer vom Tatort geflüchtet ist, ohne ihm zu helfen. Aus diesem Grund tritt Jen einer Selbsthilfegruppe für Personen bei, die einen Verlust betrauern. Dort trifft sie auf Judy Hale, die um ihren Verlobten Steve trauert. Obwohl sie völlig unterschiedliche Persönlichkeiten haben, freunden sich die beiden langsam an. Zur Trauerbewältigung untersucht Jen eingehend jedes Auto, das Blechschäden hat, die auf eine Fahrerflucht hindeuten könnten. Sie stellt Judy zur Rede, als sie herausfindet, dass Steve quicklebendig ist. Judy entschuldigt sich und gibt zu, dass sie eigentlich wegen ihrer Fehlgeburten trauert, denen sie die Schuld am Scheitern ihrer Beziehung mit Steve gibt. Am Ende der Folge findet zunächst nur der Zuschauer raus, dass Judys Auto ebensolche Schäden aufweist, die auf eine Fahrerflucht hinweisen. |           |                             |                     |                |                          |
| 2 | 2         | Vielleicht bin ich verrückt | Maybe I’m Crazy     | Amy York Rubin | Liz Feldman              |
| Jen trifft sich mit Steve, da sie als Immobilienmaklerin arbeitet und er sein Haus verkaufen möchte. Als sie erwähnt, dass Judy in ihrem Gästehaus eingezogen ist, warnt Steve sie eindrücklich vor seiner Ex-Verlobten, da immer dort, wo sie auftauche, irgendwann Chaos herrsche. Währenddessen stalkt Judy Steve, der deswegen eine einstweilige Verfügung gegen sie erwirkt. Kurz darauf hat Judy fortwährende Flashbacks von einem Autounfall, bei dem sie jemanden anfährt und Steve sie nötigt, einfach weiterzufahren. Unterdessen demoliert Jen ein Auto, dessen Fahrer mit viel zu hoher Geschwindigkeit durch ihre Nachbarschaft rast. |           |                             |                     |                |                          |
| 3 | 3         | Es ist meine Schuld         | It’s All My Fault   | Abe Sylvia     | Anthony King             |
| Jen ist gestresst, da sie eine Gedenkfeier an Teds Geburtstag vorbereiten will und mit ihrer narzisstischen Schwiegermutter Lorna aneinandergerät. Derweil behauptet Judy gegenüber Steve, dass Ted die Person ist, die sie mit ihrem Auto getötet haben. Steve drängt sie dazu, die Tat für sich zu behalten, was ihre Schuldgefühle noch steigert. In einer Rückblende wird gezeigt, dass Judy von weitem bei Teds Beerdigung anwesend war. Unterdessen wird Jen wegen des zerstörten Autos von der Polizei befragt. Da sie sich selbst bestrafen und Jen schützen will, nimmt Judy die Schuld dafür auf sich. Steve begleicht ihre Kaution und fordert sie nochmals zum Schweigen auf, worauf die beiden sich versöhnen. Am Ende der Episode loggt sich Jen in Teds Laptop ein, wobei sie Nachrichten von bambi88 erhält, mit der Ted offensichtlich eine Affäre hatte. |           |                             |                     |                |                          |
| 4 | 4         | Ich kann nicht zurück       | I Can’t Go Back     | Abe Sylvia     | Kate Robin               |
| Steve will Judy dazu überreden, wieder bei ihm einzuziehen und den Tod von Ted zu vergessen. Judy gelingt es zudem, bambi88 aufzuspüren, eine junge Frau, die als Kellnerin arbeitet und tatsächlich Bambi heißt. Jen und Judy vereinbaren ein Treffen bei ihrer Arbeit, wo Judy Bambi erklärt, dass Ted tot ist. Bambi reagiert völlig aufgelöst, auch deshalb, weil Ted ihr gegenüber behauptet hatte, dass er Witwer sei. Jen ist daraufhin äußerst wütend und sagt, dass sie über seinen Tod froh sei. In einer weiteren Rückblende will Judy dem verletzten Ted helfen, wird aber von Steve daran gehindert, zur Unfallstelle zurückzukehren. |           |                             |                     |                |                          |
| 5 | 5         | Alles mal vergessen         | I’ve Gotta Get Away | Minkie Spiro   | Abe Sylvia               |
| Jen und Judy gehen zu einer Trauerklausur in Palm Springs, um sich einmal zu entspannen und neuen Lebensmut zu schöpfen. Jen betrinkt sich und flirtet mit Jason, der erst seit kurzem ebenfalls verwitwet ist. Sie wollen miteinander schlafen, allerdings hat Jason die Trauer über seine verstorbene Frau noch nicht überwunden, weswegen es für beide keine angenehme Erfahrung wird. Derweil trifft Judy den Ermittler Nick, der sich privat in Palm Springs aufhält. Sie verstehen sich gut, weswegen Judy ihn Jen vorstellt. Diese fragt ihn, ob er schon einmal einen Fall von Fahrerflucht gelöst habe, was er bejaht. |           |                             |                     |                |                          |
| 6 | 6         | Oh, mein Gott!              | Oh My God           | Minkie Spiro   | Njeri Brown              |
| Nick trifft sich mit Jen und Judy am Tatort von Teds Tod. Er bietet ihnen an, sich mit der damaligen Ermittlerin Ana Perez über den Fall auszutauschen. Während des Gesprächs erwähnt Nick, dass die Leiche von einer neunjährigen Klassenkameradin von Jens Sohn Henry gefunden wurde, was Judy zusätzlich belastet. Unterdessen findet Jen heraus, dass ihr Sohn Charlie mit Medikamenten dealt, die er aus Teds Medizinschrank entwendet hat, zudem trägt er eine Waffe mit sich, die Lorna gehört. Auch Henry verhält sich in der Schule auffällig. Shandy Adams, das Mädchen, das Teds Leichnam entdeckte, gibt Jen ein Stück des Autos, das sie am Boden fand. Judy geht zu dem Lagerschrank, in dem das Tatfahrzeug steht, muss aber schockiert feststellen, dass es von dort verschwunden ist. |           |                             |                     |                |                          |
| 7 | 7         | Ich kann es ertragen        | I Can Handle It     | Kat Coiro      | Emma Rathbone            |
| Jen bringt das Fahrzeug-Stück zu Perez, mithilfe von Nick findet diese heraus, dass es zu einem Ford Mustang Baujahr 1966 gehört. Kurze Zeit später verliert Jen gegenüber einem Paar bei einem Verkaufsgespräch die Nerven und bezeichnet die Frau als Fotze, weswegen der Kauf scheitert und ihr Geschäftspartner Christopher Doyle ihr die berufliche Zusammenarbeit aufkündigt. Judy will indes von Steve wissen, wo sich das Fahrzeug befindet. Er zeigt ihr das Auto, das gerade auseinandergenommen wird, und erklärt ihr sein Vorhaben, wie er das, was vom Mustang übrig geblieben ist, loswerden will. |           |                             |                     |                |                          |
| 8 | 8         | Versuche, mich aufzuhalten  | Try to Stop Me      | Kat Coiro      | Kelly Hutchinson         |
| Jen, Judy und Nick statten Personen, auf die ein Ford Mustang Baujahr 1966 zugelassen ist, Besuche ab. Judy gerät deswegen in Panik, sie ist zudem überzeugt davon, erneut schwanger zu sein. Sie will dies Steve mitteilen und muss enttäuscht feststellen, dass er eine neue Beziehung angefangen und sie somit betrogen hat. Sie geht, ohne ihm zu erzählen, dass die Polizei das Auto identifiziert hat. Später erklärt ihr ein Arzt, dass sie nicht schwanger ist, sondern möglicherweise eine verfrühte Menopause gekriegt hat. Währenddessen findet Nick heraus, dass ein passendes Fahrzeug auf Steves und Judys Kunst-Galerie zugelassen ist. |           |                             |                     |                |                          |
| 9 | 9         | Ganz ehrlich                | I Have to Be Honest | Geeta Patel    | Rebecca Addelman         |
| Nick geht in die Galerie, wo er auf Steve trifft. Er befragt ihn, allerdings bestreitet Steve, irgendetwas über das Fahrzeug zu wissen. Unterdessen sieht sich Jen aus Geldnot gezwungen, Lorna um eine Arbeitsstelle zu bitten. Perez zeigt sich von Nicks Theorien wenig beeindruckt, als Judy auftaucht und Steve wegen Geldwäscherei anzeigt. Durch einen Rückblick wird deutlich, dass sich Jen für Teds Tod die Schuld gibt, da sie sich in der Nacht seines Ablebens gestritten haben, er deswegen das Haus verließ und kurze Zeit später angefahren wurde. Judy gesteht Jen schließlich ihre Tat, weswegen diese sie erbost auffordert, sterben zu gehen. Am Ende der Folge sucht Perez in Steves Lagerschrank nach Hinweisen, als sie einen Ölfleck am Boden bemerkt, während sich Jen Teds Waffe aus einem Safe im Gästehaus holt. |           |                             |                     |                |                          |
| 10 | 10        | Du musst verschwinden       | You Have to Go      | Geeta Patel    | Liz Feldman & Abe Sylvia |
| Jen säubert das nun leer stehende Gästehaus und entledigt sich Judys übrig gebliebenen Besitztümern, danach installiert sie bei sich ein Sicherheitssystem und trägt Teds Waffe mit sich. Sie teilt auch Perez Judys Geständnis mit, die sich damit aber nicht befassen will, da es die laufenden Ermittlungen gegen Steve nur behindern würde. Danach trifft sie auf Judy, die ihr anbietet, sich der Polizei zu stellen. Jen entgegnet nur, dass sie sie umbringen wird, wenn sie sich noch einmal begegnen. Judy räumt daraufhin das Konto leer, das ihr gemeinsam mit Steve gehört, und gibt das Geld Jen. Während er nach Judy sucht, begibt sich Steve zu Jens Haus, wo er ihr gesteht, dass er ebenfalls im Auto saß, als Ted getötet wurde. Die beiden geraten in Streit, während dem Jen ihre Waffe zieht und ihn auffordert, zu gehen. Judy begibt sich erneut zum Tatort und will vergebens Suizid verüben, indem sie vor ein Auto läuft, als sie einen Anruf von Jen erhält, sie solle sofort zu ihrem Haus kommen. Am Ende der Staffel stehen die beiden Frauen in Jen Garten und betrachten Steves Leiche, die im Swimmingpool treibt. |           |                             |                     |                |                          |
| Am 3. Mai 2019 wurden alle Folgen der Staffel gleichzeitig bei Netflix veröffentlicht. |           |                             |                     |                |                          |

### Staffel 2
| Nr. (ges.) | Nr. (St.) | Deutscher Titel                        | Originaltitel            | Regie               | Drehbuch                       |
| --- | --------- | -------------------------------------- | ------------------------ | ------------------- | ------------------------------ |
| 11 | 1         | Du weißt, was du getan hast            | You Know What You Did    | Liza Johnson        | Liz Feldman                    |
| Jen lässt Judy am Tag nach Steves Tod wieder bei sich einziehen. Wenig später stellt sich heraus, dass Steve, als er vor Jens Haustür ankam, von der Überwachungskamera ihrer Nachbarin Karen aufgenommen wurde. Jen gerät in Streit mit Judy, da sie immer noch wegen derer Lügen verletzt und wütend ist, weswegen sie sie rauswirft und Judy kurzzeitig obdachlos wird. Sie vertragen sich schließlich, allerdings verschweigt Jen gegenüber Judy, dass sie Steve nicht, wie sie behauptet, in Notwehr getötet, sondern in blinder Wut erschlagen hat, als er gerade dabei war, wieder zu gehen. |           |                                        |                          |                     |                                |
| 12 | 2         | Wo bist du gewesen?                    | Where Have You Been      | Liza Johnson        | Elizabeth Benjamin             |
| Jen und Judy bekommen Besuch von Steves Halb-Zwillingsbruder Ben, der sich Sorgen macht, da sich Steve längere Zeit nicht mehr bei ihm gemeldet hat. Jen gerät aufgrund seiner Fragen in Panik, Judy kann ihn allerdings mit der Lüge abwimmeln, dass sein Bruder nach Mexiko geflüchtet sei, weil sein Geschäft mit Geldwäsche aufgeflogen ist. Wenig später erhält Jen von Perez eine einstweilige Verfügung zurück, die sie gegen Judy erwirken lassen wollte, wobei Perez sie vor ihrer Freundin warnt, die sie als Meeresflut bezeichnet. |           |                                        |                          |                     |                                |
| 13 | 3         | So kannst du nicht existieren          | You Can’t Live Like This | Tamra Davis         | Cara DiPaolo                   |
| Jen hat mit Erinnerungen an Steves Todesnacht zu kämpfen, während sie seine Leiche mit Judy in einer Kühltruhe in ihrer Garage versteckt. Als plötzlich Ratten auftauchen, streiten sich die beiden, was sie nun tun sollen. Während Judy die Leiche auf eine würdevolle Art und Weise bestatten will, kauft Jen industriellen Rohrreiniger, mit dem sie den Körper zersetzen will. Sie testet das Mittel jedoch zuvor an einer Ratte aus und nachdem sie das Resultat sieht, entscheidet sich aber dagegen. Als im ganzen Wohnviertel der Strom ausfällt, kommt Jens ein neuer Plan in den Sinn und die beiden begraben Steve nachts im Angeles National Forest. |           |                                        |                          |                     |                                |
| 14 | 4         | Zwischen dir und mir                   | Between You And Me       | Tamra Davis         | Jessi Klein                    |
| Nach der Beseitigung von Steves Leiche machen Jen und Judy gemeinsam Urlaub und checken zur Erholung für einige Tage in einem luxuriösen Hotel ein, in dem gerade das ganze Wochenende andauernde Hochzeitsfeierlichkeiten stattfinden. Dort befindet sich auch Karens Ehemann Jeff, der, wie Jen und Judy herausfinden, eine Affäre mit einem anderen Mann hat. Nach ihrer Rückkehr müssen sie sich um Henry kümmern, der um einen gestorbenen Vogel trauert, nach seiner Ansicht die Reinkarnation seines Vaters. Charlie, der sich sehnlichst ein eigenes Auto wünscht, findet in einem Garagenpark von Jen Steves altes Fahrzeug. Er glaubt, dass seine Mutter ihm dieses zum Geburtstags schenken wolle. |           |                                        |                          |                     |                                |
| 15 | 5         | Der Preis, den zu zahlst               | The Price You Pay        | Liz Allen Rosenbaum | Kelly Hutchinson               |
| Charlie unternimmt gemeinsam mit seiner Freundin Parker eine Spritztour. Judy freundet sich mit Michelle an, welches die Tochter eines Klienten des Pflegeheims ist, in dem sie arbeitet. Ben sucht derweil Jen auf, weil er ein paar Fragen zum Verschwinden von Steve hat. Aufgrund von Rückenschmerzen die Jen plagen, fährt er sie nach Hause. Während Ben noch zu Besuch ist, kommt unerwartet auch die Nachbarin Karen dazu. Diese verwechselt Ben dabei mit Steve, von dem sie ausgeht, dass es sich um eine Affäre von Jen handeln würde. Jen wimmelt Karen schnell ab, damit diese keine Details über Steves Mordnacht ausplappert. Als Jen und Ben wieder allein sind, behandelt er sie als Chiropraktiker gegen die Rückenschmerzen. Unterbrochen werden sie durch einen Anruf von Charlie, der Hilfe benötigt, weil ihm während seiner Spritztour das Benzin ausgegangen ist. Gemeinsam mit Judy fährt sie zu ihm und schimpft ihn aus. Während Judy die beiden Jugendlichen nach Hause fährt, setzt Judy das Auto in Brand. |           |                                        |                          |                     |                                |
| 16 | 6         | Du musst nicht                         | You Don’t Have To        | Liz Allen Rosenbaum | Celeste Hughey                 |
| Jen besticht Parker, damit sie Fotos löscht, die sie online von ihrer Fahrt mit Charlie gepostet hat, damit niemand das Auto entdecken kann. Judy verliebt sich in Michelle, die ihre Gefühle erwidert und mit ihr die Nacht verbringt, Jen und Ben haben ebenfalls zusammen einen schönen Abend. Während Judys und Michelles Treffen stellt sich heraus, dass letztere Perez’ Ex-Freundin und Mitbewohnerin ist. Am nächsten Tag leidet Henry vor seinem ersten Solo mit seinem Kirchenchor unter Lampenfieber. Jen überredet ihn, den Auftritt zu schwänzen und lädt ihn ein, zusammen mit ihr, Charlie, Judy, Ben und Michelle in eine Spielhalle zu gehen. Wenig später finden Nick und andere Ermittler Steves ausgebranntes Fahrzeug. |           |                                        |                          |                     |                                |
| 17 | 7         | Wenn du wüsstest                       | If Only You Knew         | Jennifer Getzinger  | Dan Dietz                      |
| Jen und Judy beschließen, für Steve eine Vigil zu veranstalten, um sich nicht verdächtig zu machen. Zudem verlangt Jen von Judy, sich von Michelle zu trennen, da ihre Nähe zu Perez den beiden gefährlich werden könnte. Auf der Vigil trifft Judy auf Steves Verlobte Heidi, die im vierten Monat schwanger ist, was sie in tiefe Schuldgefühle versetzt. Ben bietet jedem, der Informationen zum Verschwinden seines Bruders hat, eine Belohnung an, später küsst er Jen. Als Charlie auf der Vigil ankommt, um seine Mutter zu unterstützen, erkennt er bei einer Diashow über Steves Leben den Wagen wieder. |           |                                        |                          |                     |                                |
| 18 | 8         | Du musst es gewesen sein               | It Had To Be You         | Jennifer Getzinger  | Emma Rathbone                  |
| Während Jen Ben und seiner Mutter Eileen dabei hilft, ihre Villa zu verkaufen, redet sie mit Ben über die Bedeutung ihrer gemeinsamen Kusses. Charlie findet in der Garage Gegenstände, die sich in Steves Auto befanden, unter anderem einen kleinen Koffer, der einen USB-Stick und ein Wegwerf-Handy beinhaltet. Als er auf diesem eine Nummer wählt, erreicht er Chief Hastings, den Polizeichef. Währenddessen besucht Judy Michelles Mutter im Krankenhaus, wobei sie Perez begegnet, die ihr im Bezug auf ihre Mutter droht, weswegen sich Judy auf die Suche nach dieser macht und von Michelle verlassen wird. Schließlich besucht Ben Jen und gesteht ihr seine Gefühle. Die beiden küssen und umarmen sich im Türrahmen, anschließend betreten sie das Haus. |           |                                        |                          |                     |                                |
| 19 | 9         | Es liegt nicht an dir, es liegt an mir | It’s Not You, It’s Me    | Silver Tree         | Liz Feldman & Kelly Hutchinson |
| Nachdem sie mit Ben geschlafen hat, sagt Jen ihm am nächsten Tag, dass sie einen Fehler gemacht habe und er lieber gehen solle. Danach beschuldigt Charlie sie, das Auto verbrannt zu haben, da er sie mit einem Gas-Kanister in der Hand gesehen hat. Jen rät ihrem Sohn, die Sache zu vergessen, da Steve Geschäftsbeziehungen zu gefährlichen Personen hatte. Unterdessen besucht Judy ihre manipulative, drogenabhängige Mutter Eleanor im Gefängnis, die von ihr verlangt, ihr bei ihrer Freilassung zu helfen. Später gesteht Judy Jen, dass Nick Charlies und Parkers Instagram-Fotos mit dem Auto gesehen habe, zudem existierten Verkehrs-Aufnahmen von den beiden in dem Wagen an dem Tag, als er verbrannt wurde. Jen streitet sich mit Judy und gesteht ihr, dass sie Steve erschlagen hat, weil er sie beleidigt und behauptet hat, dass sich Ted absichtlich vor seinen Wagen warf. Zudem wirft sie Judy vor, sich in jeden zu verlieben, der ihr ein wenig Aufmerksamkeit schenkt, verträgt sich aber schließlich mit ihr. Am nächsten Morgen hinterlässt Jen Briefumschläge für Judy, Charlie und Henry, bevor sie sich auf den Weg zu Perez’ Haus macht. |           |                                        |                          |                     |                                |
| 20 | 10        | Wie geht es für uns weiter?            | Where Do We Go From Here | Silver Tree         | Cara DiPaolo & Liz Feldman     |
| Judy wird von Jen in ihrem Brief gebeten, das Sorgerecht für die Kinder zu übernehmen. Jen gesteht gegenüber Perez die Tötung von Steve und fährt mit ihr in den Wald, sie können aber nicht die Leiche finden. Perez erhält eine SMS von Nick, dass sie den Mörder Chief Hastings gefunden haben, der in Steves Geschäfte involviert war. Nachdem Jen und Perez ein intimes Gespräch über ihre verstorbenen Mütter führen, lässt Perez Jen gehen und gibt Judy ihre beschlagnahmten Gemälde zurück, in denen etliche 100-Dollar-Scheine versteckt sind. Diese besucht erneut ihre Mutter und weigert sich, sie zu unterstützen. Bei einem Treffen ihrer Selbsthilfegruppe kommt Jen zur Erkenntnis, dass sie nie den Tod ihrer Mutter verarbeitet hat. Unterdessen erfährt Ben, dass eine Spaziergängerin Steves Leiche gefunden hat, während Charlie auf Jens Brief an Judy stößt. Nachdem Jen mit Judy ihre Hypotheken-Schulden bei Lorna begleicht, kauft sie für Charlie ein Auto. Als sie damit nach Hause fahren, werden sie von Ben gerammt, der betrunken wegfährt. Nach einiger Zeit kommen Jen und Judy verletzt und schockiert wieder zu sich.                |           |                                        |                          |                     |                                |
| Am 8. Mai 2020 wurden alle Folgen der Staffel gleichzeitig bei Netflix veröffentlicht. |           |                                        |                          |                     |                                |

### Staffel 3
| Nr. (ges.)                                                                                   | Nr. (St.) | Deutscher Titel                  | Originaltitel                | Regie          | Drehbuch                                                           |
| -------------------------------------------------------------------------------------------- | --------- | -------------------------------- | ---------------------------- | -------------- | ------------------------------------------------------------------ |
| 21                                                                                           | 1         | Wir waren schon einmal hier      | We’ve Been Here Before       | Rebecca Asher  | Liz Feldman & Emma Rathbone                                        |
| 22                                                                                           | 2         | Wir müssen reden                 | We Need to Talk              | Rebecca Asher  | Cara DiPaolo & Celeste Hughey                                      |
| 23                                                                                           | 3         | Sieh an, was wir da haben        | Look at What We Have Here    | Jeneé LaMarque | Harris Danow & Kelly Hutchinson                                    |
| 24                                                                                           | 4         | Wohin gehen wir jetzt?           | Where Do We Go Now?          | Jeneé LaMarque | Jessi Klein & Jacqui Rivera                                        |
| 25                                                                                           | 5         | Wir denken die Dinge nie zu Ende | We Didn’t Think This Through | Rebecca Asher  | Cara DiPaolo & Emma Rathbone                                       |
| 26                                                                                           | 6         | Wir besiegen dieses Ding         | We’re Gonna Beat This Thing  | Silver Tree    | Jessi Klein & Kelly Hutchinson                                     |
| 27                                                                                           | 7         | Können wir ehrlich sein?         | Can We Be Honest?            | Rebecca Asher  | Harris Danow & Celeste Hughey                                      |
| 28                                                                                           | 8         | Wir finden einen Weg             | We’ll Find a Way             | Rebecca Asher  | Elizabeth Benjamin & Jacqui Rivera                                 |
| 29                                                                                           | 9         | Uns bleibt fast keine Zeit mehr  | We’re Almost Out of Time     | Liz Feldman    | Kelly Hutchinson & Madie Dhaliwal Idee: Liz Feldman & Cara DiPaolo |
| 30                                                                                           | 10        | Wir sind am Ende                 | We’ve Reached the End        | Liz Feldman    | Liz Feldman & Cara DiPaolo                                         |
| Am 17. November 2022 wurden alle Folgen der Staffel gleichzeitig bei Netflix veröffentlicht. |           |                                  |                              |                |                                                                    |

## Rezeption
In der Internet Movie Database erhielt die Serie eine Bewertung von 8,1 aus zehn Sternen basierend auf 34.606 abgegebenen Stimmen. Auf Rotten Tomatoes erreichte die erste Staffel eine Kritikerbewertung von 86 Prozent und eine Zuschauerwertung von 93 Prozent. Bei Metacritic ergab sich ein Kritiker-Wert von 68 aus 100 sowie eine Zuschauerbewertung von 7,3 aus zehn. Die zweite Staffel erreichte auf Rotten Tomatoes eine Kritikerwertung von 95 Prozent sowie einen Zuschauer-Wert von 92 Prozent. Bei Metacritic ergab sich eine Kritikerbewertung von 71 aus 100 für die zweite Staffel (Stand: 9. Mai 2020).

„Applegate strahlt in der Serie, die sich zwischen Thriller, schwarzer Komödie und Drama nicht recht entscheiden kann, eine enorme Darstellerwucht aus. Nicht ganz genug, damit man die nervigen Plattitüden im Skript, die schwächeren Witze und den erwartbaren Plot komplett übersieht. Das nicht. Aber doch so viel, dass der komische Aspekt der Serie eindeutig überwiegt. Das ist Applegates Verdienst, denn als Serie, die sich selbst zu ernst nimmt, würde Dead to Me nicht funktionieren. Als lange verdiente Parade der beiden Hauptdarstellerinnen dagegen funktioniert sie sehr gut. Die Schöpferin der Serie, die amerikanische Comedian Liz Feldman, hat sich als mit ihnen zwei Frauen Mitte vierzig ausgesucht, deren Weg zur Seriosität sehr holprig war. Auch Linda Cardellini musste sich durch romantische Komödien und allerlei Scooby-Doo-Mist kämpfen, bevor sie in Mad Men als Sylvia Rosen die willensstarke Schöne spielen durfte. Dead to Me fehlt der um 360 Grad rotierende Baseballschläger-Zynismus eines Larry David oder das zehenspitzige Drama des Mad Men-Erfinders Matthew Weiner, um eine Serie zu sein, die im popkulturellen Gedächtnis länger als ein halbes Jahr hängen bleibt. Sehr sehenswert ist sie trotzdem. Nicht nur, weil man erlebt, wie Christina Applegate, die zwanzig Jahre lang fast zu Tode auf ihre Körperlichkeit reduziert wurde, sich befreit. Sondern auch wegen der paradiesischen Bilder, in denen Kameramann Daniel Moder die Westküste der USA, an der die Handlung spielt, festhält.“

Lucy Mangan verglich die Serie im The Guardian negativ mit Desperate Housewives. Diese Serie sei ein „glänzendes, komisches Konfekt“, das von vier starken Hauptdarstellerinnen und einem „ausreichenden dramatischen Gewicht am Boden gehalten“ werde. Dead to Me hätte zwar mit Christina Applegate und Linda Cardellini ebenfalls recht gute Hauptdarstellerinnen, allerdings sei die Serie „weder dramatisches Fleisch noch komischer Fisch“. Die dramatischen Szenen seien „blasse Imitationen“ vorangegangener Produktionen, unter anderem der Facebook-Watch-Serie Sorry for Your Loss. Auch die komischen Momente böten nicht viel und seien nicht innovativ. Mangan schloss ihre Kritik mit den Worten, dass Dead to Me „schlechtes Tempo“ hätte, „inkonsistent und tödlich langweilig“ sei. Sie bewertete die Serie mit zwei von fünf Sternen.
Daniel Fienberg, ein Redakteur des The Hollywood Reporter, war der Ansicht, dass die Darstellungen von Christina Applegate und Linda Cardellini „fantastisch“ seien und bezeichnete sie als „Eisbecher“. Allerdings seien die Wendungen in der Handlung „wenig überraschend“, die Mystery-Elemente „mittelmäßig und gehetzt“, weswegen die Mischung Komik, Drama und Mystery für eine Serie mit zehn 30 Minuten langen Folgen eigentlich ungeeignet sei. Dafür lobte Fienberg die Chemie zwischen Applegate und Cardellini, die zusammen „ziemlich komisch“ seien. Applegate sei in ihrer Rolle besser, da sie sowohl eine trauernde, cholerische Witwe darstellen könne als auch Jazztanz beherrsche, weswegen wahrscheinlich sie und nicht Cardellini für einen Emmy nominiert werden würde. Zudem wirke die Serie dank ihrer „trostlosen, Strychnin-haltigen“ Empfindsamkeit nicht wie die ebenfalls von Netflix produzierte Fernsehserie After Life mit ähnlichem Thema süßlich, was aber aufgrund der positiven Resonanz dieser Serie nicht unbedingt etwas Gutes sei. Dead to Me sei letztendlich wegen Applegate und Cardellini sehenswert, die negativen Aspekte seien dabei „Bratensoße auf dem Eisbecher“.
Justin Kirkland schrieb im Esquire, dass man nach dem Ansehen der ersten Folge denken könne, dass bereits alle Wendungen aufgedeckt wurden. Allerdings sei die beste Wendung der Serie viel differenzierter. Zwar könnte die erste Episode für ungeduldige Zuschauer wie ein von Nancy Meyers inszenierter Krimi wirken, vor allem, da bereits nach 30 Minuten der vermeintliche Höhepunkt der fünfstündigen Serie erreicht wurde. Es sei aber alles, was zwischen der ersten und zehnten Folge passiere, das die Serie so beachtenswert mache. Applegate und Cardellini seien als Frauen, die mit ihrer Trauer zu kämpfen haben, „unglaublich“. Applegate überzeuge nach zehn Jahren in kleinen Nebenrollen als eine verzweifelte Mutter, während Cardellinis Rolle als von diversen Manien geplagte Frau nach ihren Filmen Green Book – Eine besondere Freundschaft und dem „hochnotpeinlichen“ Lloronas Fluch ein „Friedensangebot des Universums“ sei. Nach dem Ansehen der Serie wirkten die dramatischen Aspekte, die wahrscheinlich „zum Zuschauerfang“ genutzt wurden, überflüssig. Wenn man einen näheren Blick auf Dead to Me werfe, entdecke man eine „unwiderstehliche“ Geschichte über zwei Frauen, die durch äußerst unglückliche Umstände zueinander finden. Zwar gäbe es in der Handlung genug schockierende Wendungen, diese seien aber nicht annähernd so „befriedigend“ wie die Momente, in denen sich die beiden Hauptfiguren mit der „unglaublich authentischen Last der Trauer“ auseinandersetzen.

## Auszeichnungen und Nominierungen (Auswahl)
Art Directors Guild Award
- Art Directors Guild Awards 2021

- Nominierung: Bestes Szenenbild einer halbstündigen Einzelkamera-Fernsehserie

Artios Award
- Artios Awards 2019

- Nominierung: Bestes Casting einer Pilotfolge und der ersten Staffel einer Comedy-Fernsehserie

- Artios Awards 2020

- Nominierung: Bestes Casting einer Comedy-Fernsehserie

Artisan Award
- Artisan Awards 2021

- Nominierung: Beste Maske einer Fernsehserie, Miniserie oder Online-Serie

Critics’ Choice Television Award
- Critics’ Choice Television Awards 2020

- Nominierung: Beste Hauptdarstellerin in einer Comedy-Fernsehserie, für Christina Applegate

- Critics’ Choice Television Awards 2021

- Nominierung: Beste Hauptdarstellerin in einer Comedy-Fernsehserie, für Christina Applegate

Eddie Award
- Eddie Award 2020

- Nominierung: Bester Schnitt einer Comedy-Serie im nicht-kommerziellen Fernsehen, für Liza Cardinale (Episode: Pilot)

Emmy
- Primetime-Emmy-Verleihung 2019

- Nominierung: Beste Hauptdarstellerin in einer Fernsehserie – Komödie, für Christina Applegate

- Primetime-Emmy-Verleihung 2020

- Nominierung: Beste Comedy-Serie
- Nominierung: Beste Hauptdarstellerin in einer Comedy-Serie, für Christina Applegate
- Nominierung: Beste Hauptdarstellerin in einer Comedy-Serie, für Linda Cardellini

GLAAD Media Award
- GLAAD Media Awards 2021

- Nominierung: Beste Comedy-Fernsehserie

Golden Globe Award
- Golden Globe Awards 2020

- Nominierung: Beste Hauptdarstellerin in einer Fernsehserie – Komödie oder Musical, für Christina Applegate

Golden Reel Award
- Golden Reel Awards 2020

- Nominierung: Bester Tonschnitt einer Realfilm-Serie unter 35 Minuten

Imagen Award
- Imagen Awards 2021

- Auszeichnung: Beste Nebendarstellerin in einer Comedy-Fernsehserie, für Diana Maria Riva

People’s Choice Award
- People’s Choice Award 2020

- Nominierung: Lieblings-Comedy-Fernsehstar, für Christina Applegate
- Nominierung: Lieblings-Comedy-Show des Jahres
- Nominierung: Liebster weiblicher Fernsehstar, für Christina Applegate

Satellite Award
- Satellite Awards 2019

- Nominierung: Beste Hauptdarstellerin in einer Fernsehserie – Komödie oder Musical, für Christina Applegate

- Satellite Awards 2020

- Nominierung: Beste Fernsehserie – Komödie oder Musical
- Nominierung: Beste Hauptdarstellerin in einer Fernsehserie – Komödie oder Musical, für Christina Applegate
- Nominierung: Beste Hauptdarstellerin in einer Fernsehserie – Komödie oder Musical, für Linda Cardellini

Screen Actors Guild Award
- Screen Actors Guild Awards 2020

- Nominierung: Beste Darstellerin in einer Comedyserie, für Christina Applegate

- Screen Actors Guild Awards 2021

- Nominierung: Beste Darstellerin in einer Comedyserie, für Christina Applegate
- Nominierung: Beste Darstellerin in einer Comedyserie, für Linda Cardellini
- Nominierung: Bestes Schauspielensemble in einer Comedyserie

Writers Guild of America Award
- Writers Guild of America Awards 2020

- Auszeichnung: Beste Episode einer Comedy-Fernsehserie, für Liz Feldman (Episode: Pilot)
- Nominierung: Beste neue Fernsehserie

- Writers Guild of America Awards 2021

- Nominierung: Beste Episode einer Comedy-Fernsehserie, für Liz Feldman und Kelly Hutchinson (Episode: It’s Not You, It’s Me)